# Cú muỗi
Cú muỗi (danh pháp khoa học: Caprimulgus) là một chi chim trong họ Cú muỗi.

## Hình ảnh

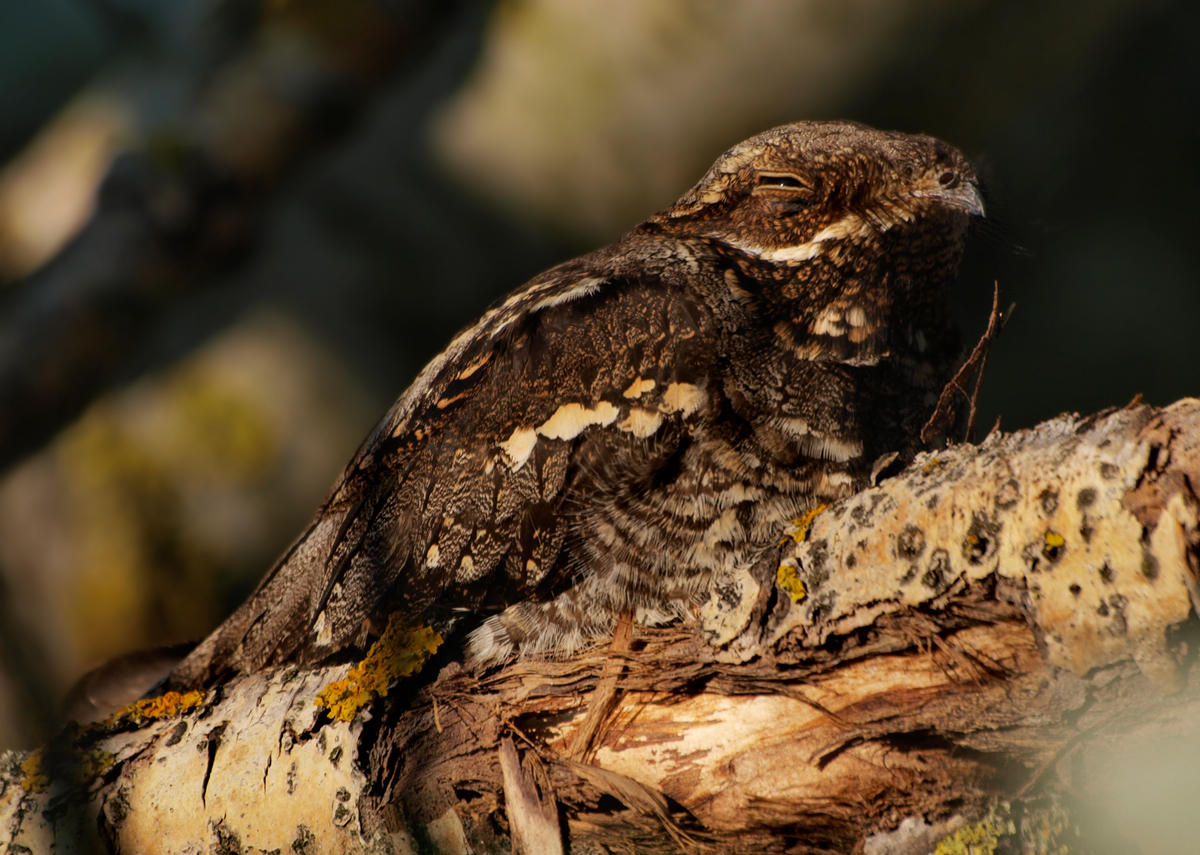
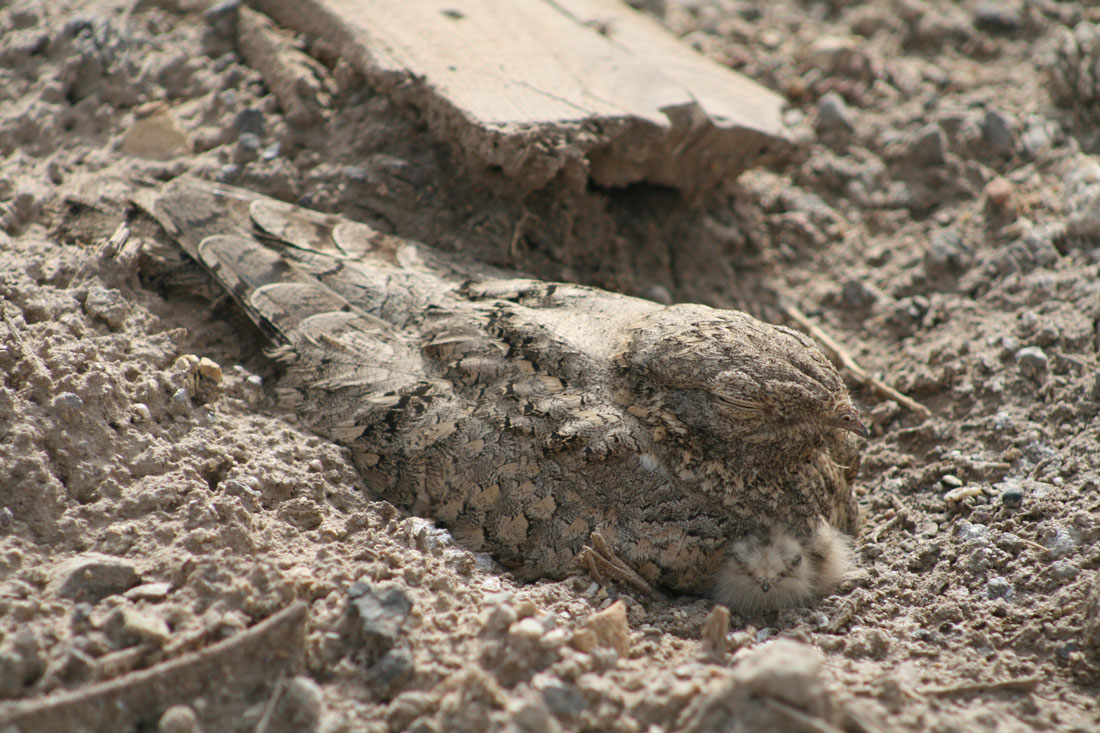
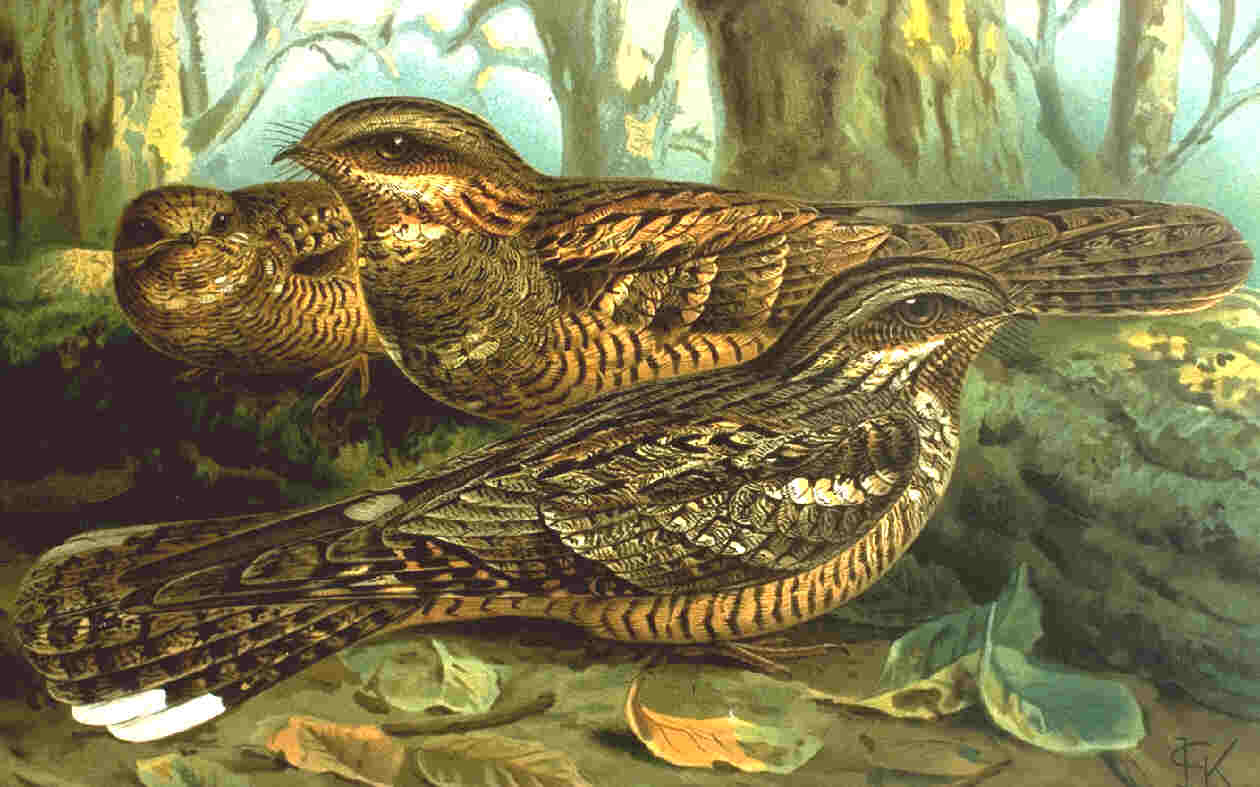
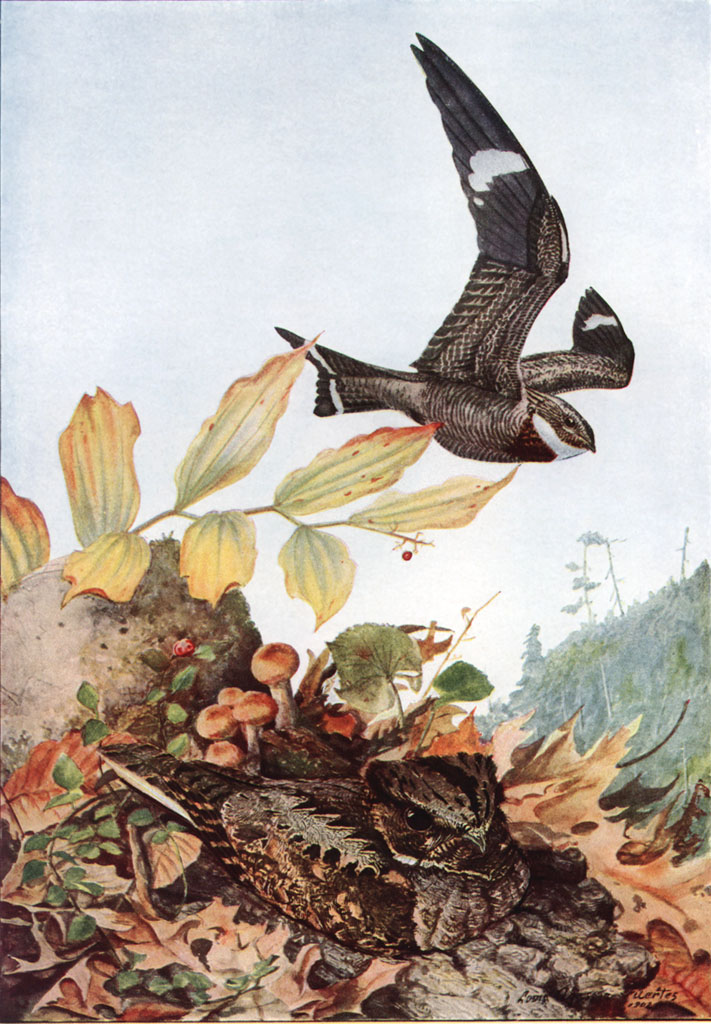

## Các loài
- Caprimulgus aegyptius
- Caprimulgus affinis
- Caprimulgus andamanicus
- Caprimulgus anthonyi
- Caprimulgus asiaticus
- Caprimulgus atripennis
- Caprimulgus badius
- Caprimulgus batesi
- Caprimulgus candicans
- Caprimulgus carolinensis
- Caprimulgus cayennensis
- Caprimulgus celebensis
- Caprimulgus centralasicus
- Caprimulgus clarus
- Caprimulgus climacurus
- Caprimulgus concretus
- Caprimulgus cubanensis
- Caprimulgus donaldsoni
- Caprimulgus enarratus
- Caprimulgus europaeus
- Caprimulgus eximius
- Caprimulgus fossii
- Caprimulgus fraenatus
- Caprimulgus hirundinaceus
- Caprimulgus indicus
- Caprimulgus inornatus
- Caprimulgus longirostris
- Caprimulgus macrurus
- Caprimulgus maculicaudus
- Caprimulgus maculosus
- Caprimulgus madagascariensis
- Caprimulgus mahrattensis
- Caprimulgus manillensis
- Caprimulgus meesi
- Caprimulgus natalensis
- Caprimulgus nigrescens
- Caprimulgus nigriscapularis
- Caprimulgus noctitherus
- Caprimulgus nubicus
- Caprimulgus parvulus
- Caprimulgus pectoralis
- Caprimulgus poliocephalus
- Caprimulgus prigoginei
- Caprimulgus pulchellus
- Caprimulgus ridgwayi
- Caprimulgus ruficollis
- Caprimulgus rufigena
- Caprimulgus rufus
- Caprimulgus ruwenzorii
- Caprimulgus salvini
- Caprimulgus saturatus
- Caprimulgus sericocaudatus
- Caprimulgus solala
- Caprimulgus stellatus
- Caprimulgus tristigma
- Caprimulgus whitelyi
- Caprimulgus vociferus